# Andreaea rupestris
Andreaea rupestris egy lombosmoha faj az Andreaeaceae családból. Korábbi szinonim nevei: Andreaea petrophila Fürnr. és Andreaea papillosa Lindb. Ez egy változatos megjelenésű faj, sok változatát írták már le.

## Megjelenése
Andreaea rupestris közepes méretű párnákban nő a sziklákon. A növénykék 1-2 centiméter magasak, barnás zöldek, vöröses feketések. A néhány milliméter hosszú leveleknek nincs ere, alakjuk tojásdad vagy lándzsás, hegyük tompa. Szárazon a levelek a szárra simulnak, nedvesen elállók.
A levéllemez sejtjeinek fala erősen megvastagodott, hátoldaluk papillás. A sejtek a levél alján hosszúkásak, téglalap alakúak, a levél többi részén kerekdedek, négyszögletesek.
A faj egylaki. Gyakran növeszt spóratokot, amik nyáron érnek be és nyílnak fel. A tok gömb alakú és négy hosszanti hasítékkal nyílik fel. Spórák gyakran egyenlőtlenül fejlődnek, a nagyobbak zöld színűek, 26-32 µm méretűek, a kisebbek barnák, 20-24 mikrométer átmérőjűek.

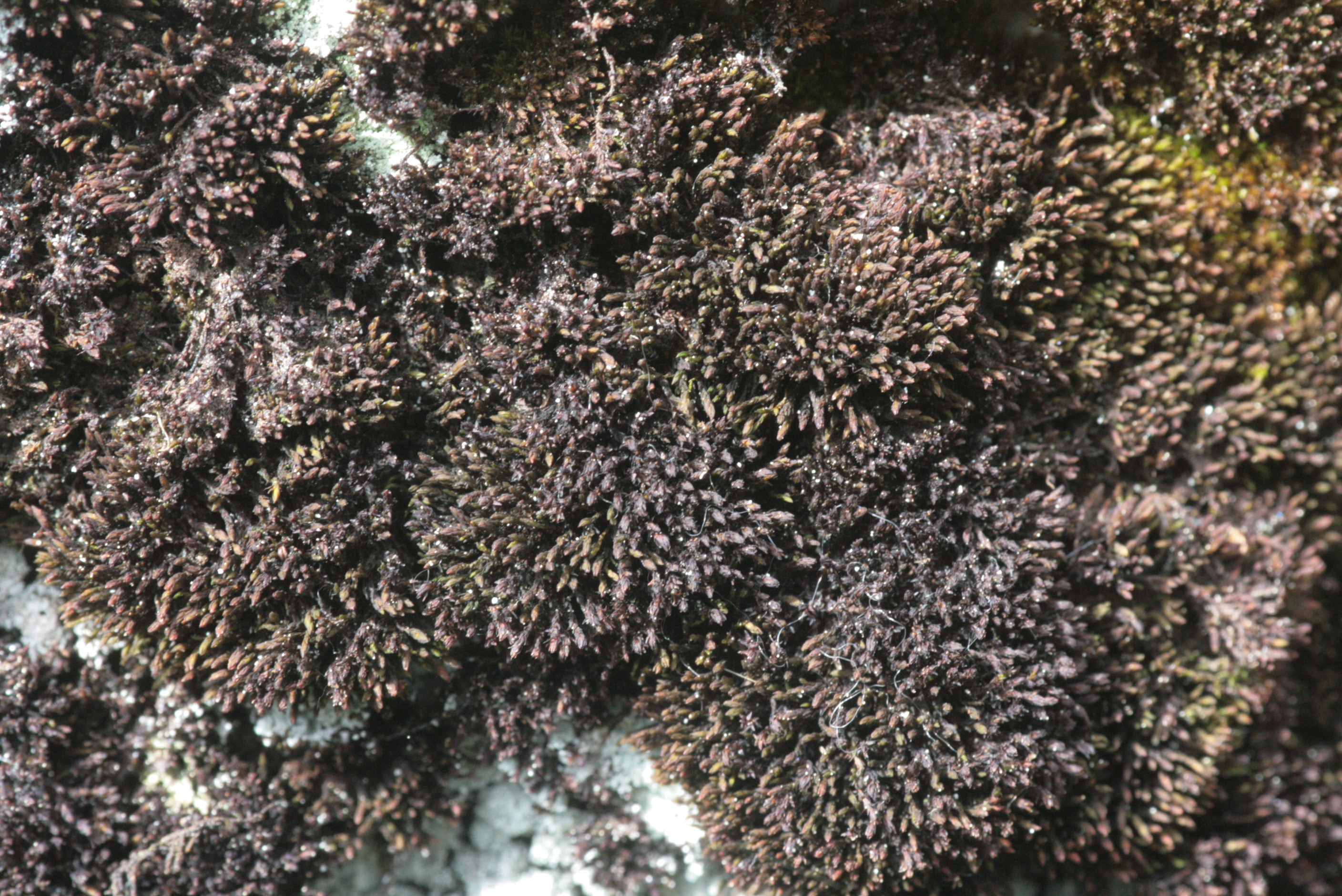
Habitus kép sziklán.
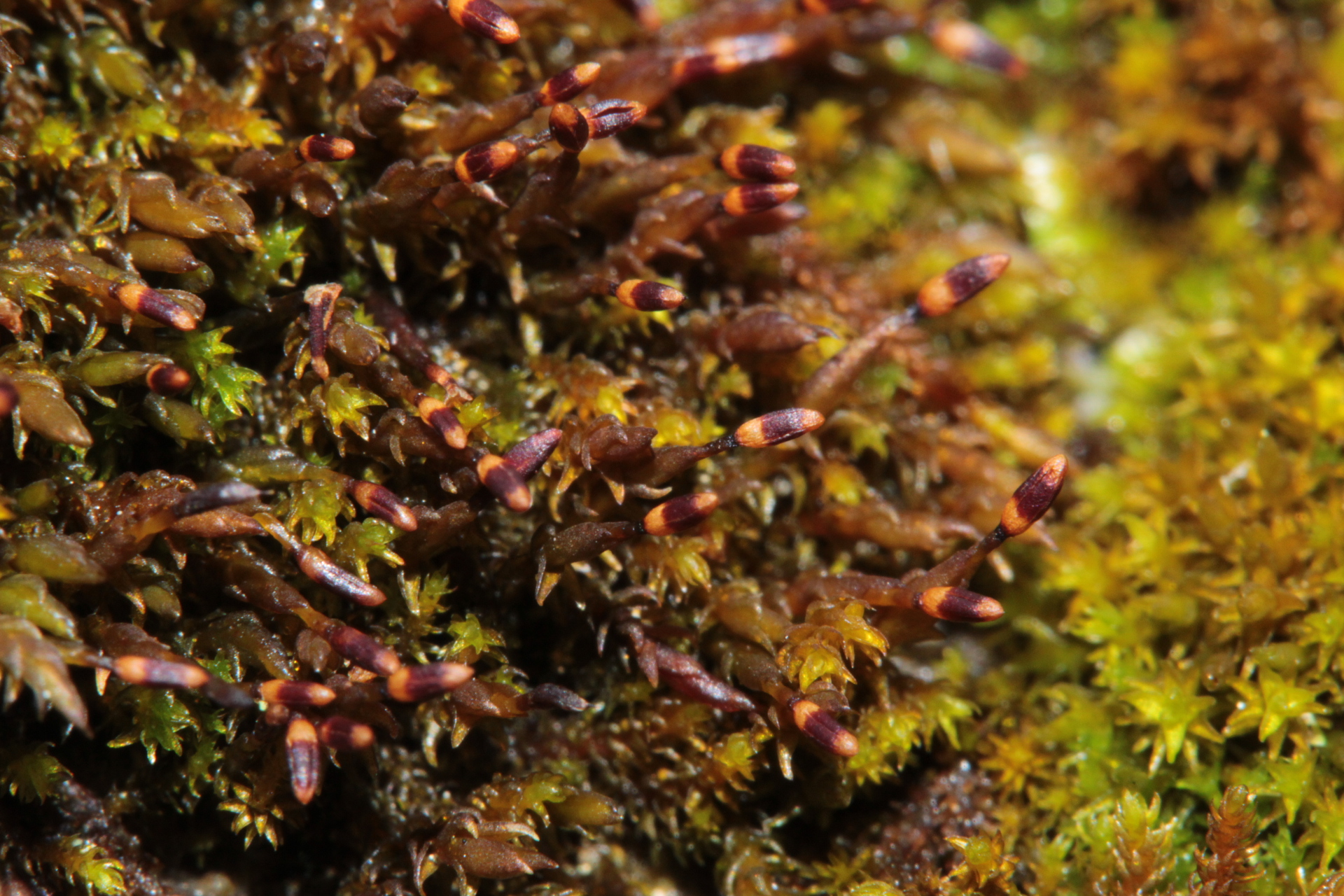
Habitus kép nedvesen.
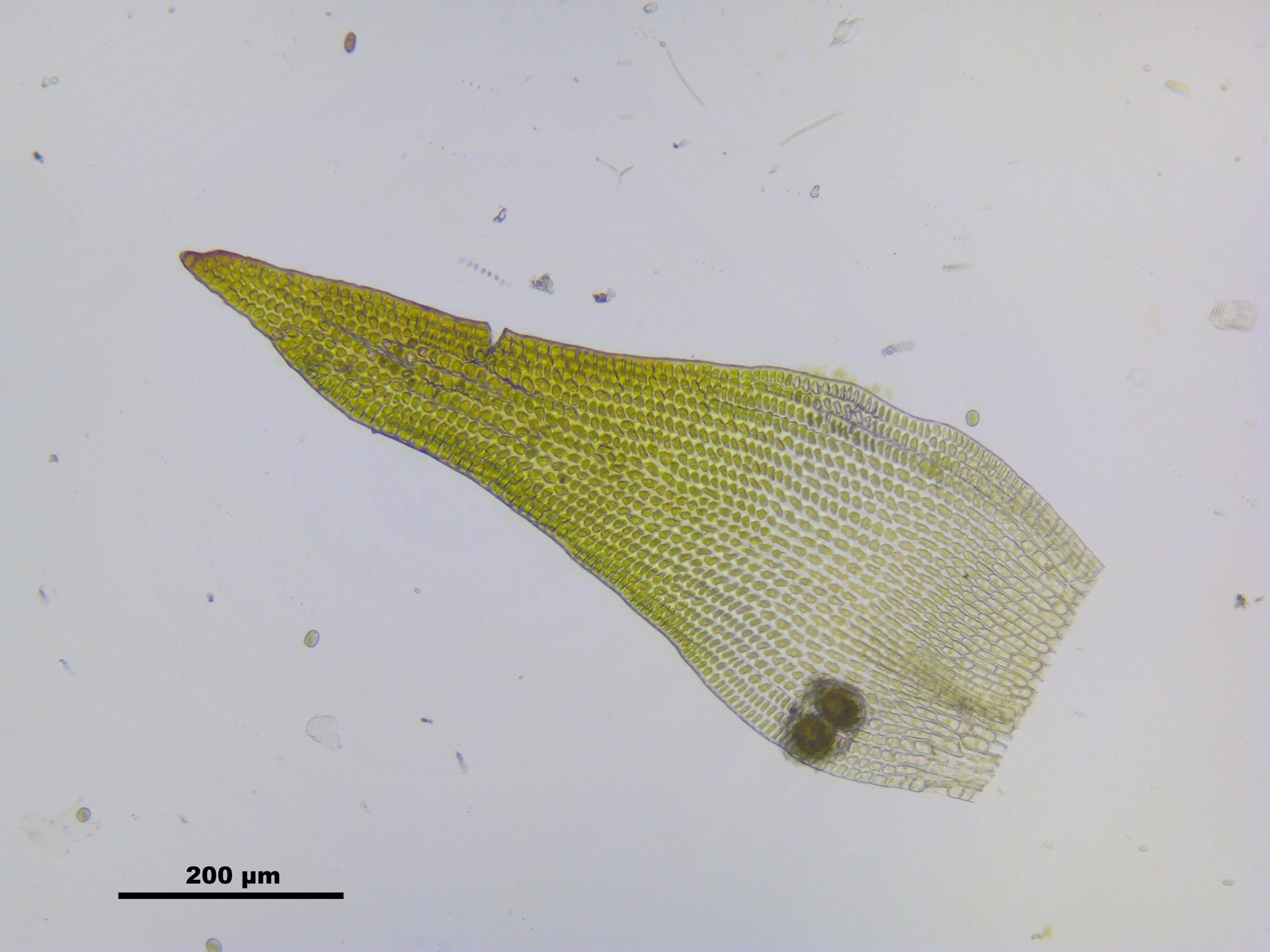
Levele eretlen, a sejtek a levéltőn hosszúkásak.
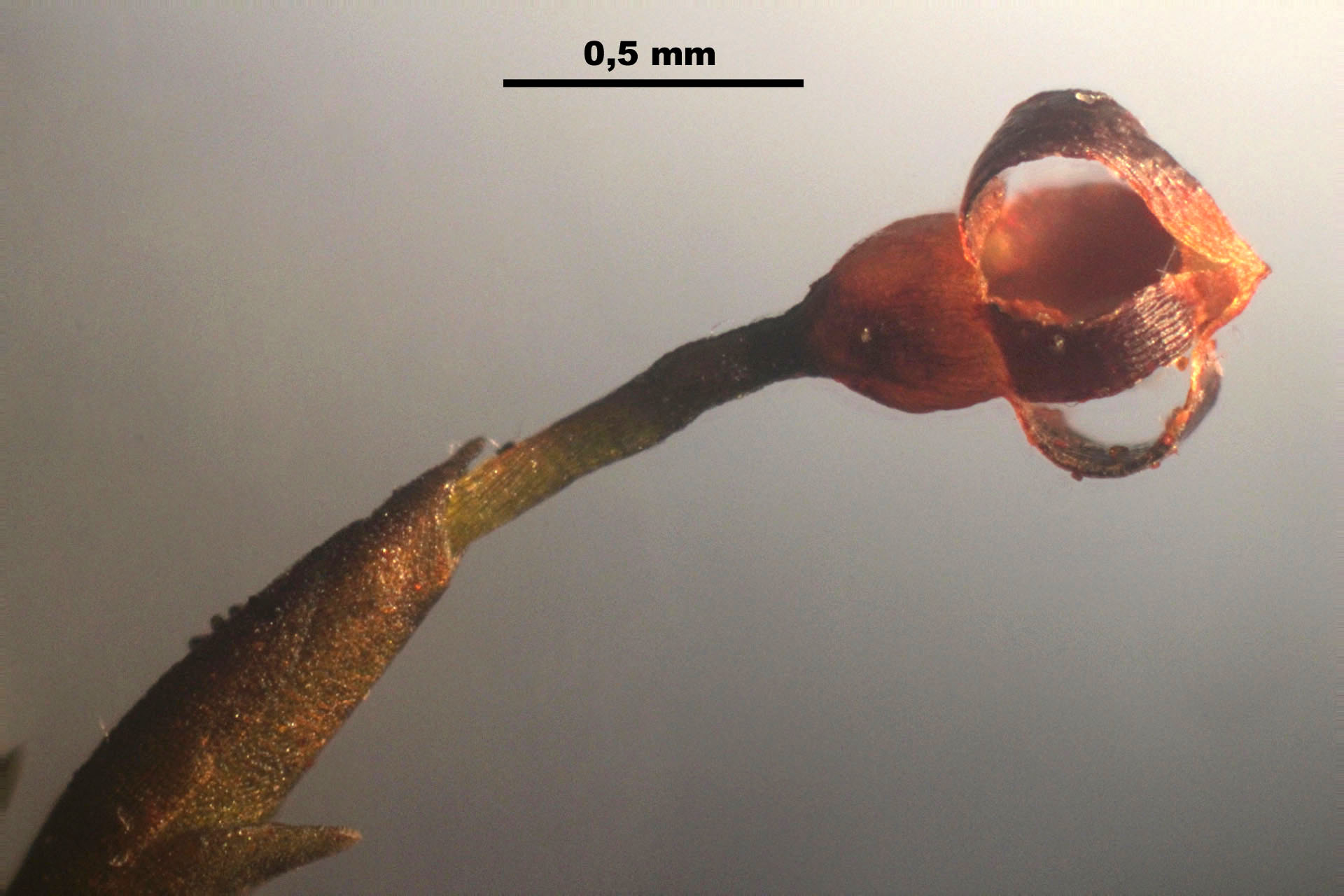
A spóratok négy hasítékkal nyílik fel.
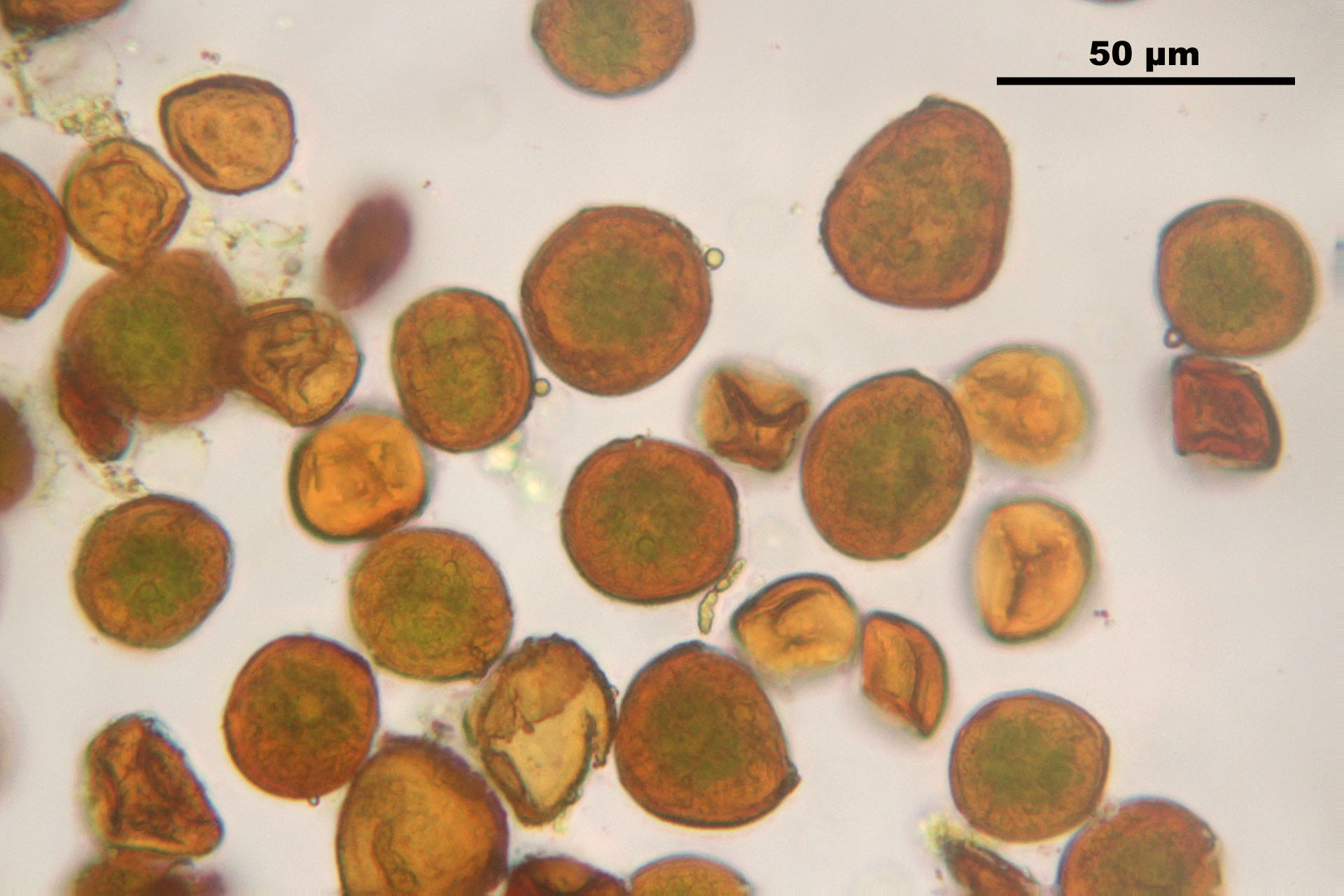
A spórák egyenlőtlenül fejlődnek.

## Elterjedése és élőhelye
Andreaea rupestris szilikátos, savas kémhatású kőzeteken nő a sziklák északi vagy keleti oldalán. Szereti a félig árnyékos, közepesen száraz helyeket. Közép-Európában leginkább a hegyvidékeken fordul elő, különösen is a magashegységekben (Alpok, Kárpátok) 3000 méteres tengerszint feletti magasságig. Európán kívül megtalálható még Ázsiában, Amerikában, Dél-Afrikában, Ausztráliában, Új-Zélandon és az Antarktiszon is. Magyarországon ritka, a 2010-es országos moha vörös listán sebezhető (VU) státuszt kapott. A Mátrában és a Zemplénben fordul elő.

## Fordítás
Ez a szócikk részben vagy egészben  az   Andreaea_rupestris című német Wikipédia-szócikk ezen változatának fordításán alapul.  Az eredeti cikk szerkesztőit annak laptörténete sorolja fel. Ez a jelzés csupán a megfogalmazás eredetét és a szerzői jogokat jelzi, nem szolgál a cikkben szereplő információk forrásmegjelöléseként.